# 羊羹ぱん
羊羹ぱん（ようかんぱん）とは、高知県宿毛市の菱田ベーカリーが製造する、こしあんぱんの上に羊羹をコーティングしたあんぱんである。同様にパンを羊羹でコーティングした製品は静岡県や北海道、九州などで見られるが、形状や中身が異なっている。
1951年創業の菱田ベーカリーにおいて、羊羹ぱんは昭和40年代から販売され続けるロングセラー製品で、1年で35万個を出荷する看板商品となっている。和菓子を製造していた当店で、紅白饅頭に「祝」の文字を書くための羊羹の余りをパンに付けたのがきっかけと語られている。学校給食や飲食店のパンに力を入れてきた当店だったが、人口減少等によりパンの需要が減少傾向にある中、2010年代には「昭和レトロ」をコンセプトに羊羹ぱんをPRするようになる。2015年には高級スーパーマーケットチェーンの成城石井の定番商品に採用されるなど、地域から全国に販売エリアの拡大を志向してきた。
高知県宿毛市に隣接する愛媛県愛南町でも同様の製品が販売されている。